# 徂徕书院
徂徠書院遺址位於中國山東省泰安市徂徠山之北，今天這個地方被稱為書坊。

## 历史
宋寶元元年（1038年）至康定元年（1040年），學者石介在家服喪期間，創建徂徠書院。其旁有讀易堂，石介門人姜潛，跟隨孫復、石介學習《春秋左傳》、《易經》。 